# Manuel Candamo Iriarte
Pour les articles homonymes, voir Candamo (homonymie).
Manuel González de Candamo e Iriarte, né le 14 juillet 1841 et mort le 7 mai 1904, est un homme d'État péruvien. Il est deux fois président de la République. En 1895 à la fin de la guerre civile, il préside la junte gouvernementale intérimaire (mars-septembre) chargé de préparer la future élection. La deuxième fois, il est élu le 8 septembre 1903 pour un mandat 1903-1907 mais décède le 7 mai 1904.
Sa fille Teresa de la Cruz Candamo devient religieuse, fondatrice des chanoinesses de la croix. Elle est reconnue vénérable.
Son neveu Carlos de Candamo est champion de France de rugby 3 ans avant son investiture.